# Call of Duty 2
 (août 2017).
Si vous disposez d'ouvrages ou d'articles de référence ou si vous connaissez des sites web de qualité traitant du thème abordé ici, merci de compléter l'article en donnant les références utiles à sa vérifiabilité et en les liant à la section « Notes et références ».
Call of Duty 2 est un jeu vidéo de tir à la première personne développé par Infinity Ward en collaboration avec Pi Studios et édité par Activision. Suite logique de Call of Duty sorti en 2003, il est sorti le 4 novembre 2005 en Europe sur PC puis le 2 décembre 2005 sur Xbox 360. Dans la même période est sorti Call of Duty 2: Big Red One sur PlayStation 2, Xbox et GameCube.
Le jeu se déroule pendant la Seconde Guerre mondiale et se divise en trois campagnes : américaine, britannique et soviétique.

## Vue d'ensemble
Ce jeu dispose d'une mise en scène « hollywoodienne » et scriptée. C'est-à-dire que tout est fait pour immerger au maximum le joueur dans l'ambiance des combats au prix, le plus souvent, de la liberté d'action.
Call of Duty 2 est moins linéaire que son prédécesseur et offre une plus grande liberté d'action. Il est possible d'opérer des contournements à l'aide de fumigènes, l'IA des soldats ennemis est plus réaliste : ils utilisent les éléments du décor pour se cacher et tirer, ramassent les grenades lancées pour les relancer et tentent de s'échapper quand ils sont en nombre inférieur. Les alliés du joueur, de leur côté, communiquent entre eux et participent de façon réaliste aux combats en le prévenant du danger, comme la présence d'une position de mitrailleuse, où lorsqu'une grenade tombe à proximité ou qu'un ennemi approche.
Le gameplay a également changé. Les « kits de santé » permettant de se soigner, ont disparu (mais sont encore présent dans certains serveurs en mode multijoueurs). Pourtant classiques dans les jeux de tir à la première personne, ils sont remplacés par un système de regénérescence automatique. Dès que le joueur est touché et qu'il s'apprête à mourir, l'écran vire au rouge, il est alors conseillé de se mettre à couvert quelques secondes, le temps que la vie remonte, avant de repartir au combat. D'après les développeurs, ce système est destiné à renforcer l'immersion : le joueur n'a plus à revenir en arrière pour chercher de quoi se soigner. Ce système est maintenant devenu classique dans la plupart des jeux du genre.
Le moteur du jeu est entièrement nouveau et gère les effets DirectX 9 tels que le bump mapping ou les éclairages dynamiques.
L'arsenal du jeu se compose de plus d'une vingtaine d'armes différentes. Alliés et ennemis utilisent plus de 20 000 lignes de dialogues.
La bande-son du jeu est composée par Graeme Revell.

## Campagne solo
La campagne solo comporte 27 missions.
Campagne soviétique — Le joueur incarne Vassili Ivanovitch Koslov, soldat de 2e classe dans la 13e division de fusiliers de l'Armée rouge. Tout débute en décembre 1941, au cours de la bataille de Moscou, par une formation où le joueur apprend à se servir de ses armes et où les grenades, par manque de moyens, sont remplacées par des patates. À peine aura-t-il le temps d'apprendre à se servir de son fusil, qu'il sera déjà appelé pour une première mission destinée à repousser un assaut de l'armée allemande et servant d'apprentissage aux déplacements et à l'utilisation des fumigènes. Par la suite, le joueur aura à remplir diverses missions comme le rétablissement d'une ligne téléphonique sous le feu ennemi, la prise de deux immeubles et d'une gare au cours de la bataille de Stalingrad s'étant déroulée de 1942 à 1943.
Campagne britannique — Le joueur incarne le sergent John Davis, soldat anglais de la 7e Division blindée britannique ayant pour commandant le capitaine Price, déjà présent dans une autre division dans Call of Duty 1. Dans cette seconde partie, le joueur prend part à la campagne d'Afrique du Nord en remplissant diverses missions de nettoyage, destruction et défense comme la prise d'un dépôt de ravitaillement ennemi dans le désert ou l'escorte de blindés amis en Égypte, lors de la seconde bataille d'El-Alamein de 1942 à 1943. Une courte partie de cette campagne se joue dans la peau d'un chef de char, le commandant David Welsh, se battant contre les forces allemandes de l'Afrika Korps dans le désert de Libye, en janvier 1943.
Ensuite le joueur participe à la libération de la France lors de la bataille de Normandie notamment la bataille de Caen, en juin 1944.
Campagne américaine — Le joueur incarne le caporal Bill Taylor, soldat dans le 2e Bataillon de Rangers US, sous les ordres du sergent Randall. La première mission du joueur dans cette campagne est de prendre d'assaut la Pointe du Hoc lors du débarquement du 6 juin 1944 afin de neutraliser des batteries d'artillerie de 155mm menaçant les plages d'Utah et d'Omaha Beach. Cette mission est intense et très bien réalisée. Par la suite, le joueur participera aux combats de Normandie en prenant et en défendant un village occupé, avant de s'enfoncer en Allemagne pour y accomplir certaines missions, comme la prise et la défense de la Colline 400, hauteur importante pour l'artillerie allemande lors de la Bataille de la forêt de Hürtgen, en 1945. La dernière mission consiste à traverser le Rhin pour prendre d'assaut et sécuriser une ville allemande du nom de Wallendar.
Après cet ultime effort, le caporal Taylor est promu sergent, sur proposition du sergent Randall qui est lui-même promu lieutenant. S'ensuit un générique de fin mettant en scène la libération du Capitaine Price des mains des Allemands par un commando américain.
On remarquera que durant la campagne britannique le joueur (qui incarne le sergent John Davis) rencontre l'unité américaine du sergent Randall.
Durant les campagnes Soviétiques et Américaines, le joueur est amené à affronter des membres de la Division "Azul" Espagnole (Reconnaissable aux couleurs du drapeau espagnol sur certains casques)

## Multijoueur
Le mode multijoueur de Call of Duty 2 accepte jusqu'à 64 joueurs dans une partie en ligne (contre 8 sur le Live de la version Xbox 360) et se compose de 5 modes de jeu.
- Deathmatch (DM) — Se traduit par : match à mort. Le gagnant est le joueur ayant accompli le premier un nombre déterminé de frags ou le joueur en ayant accompli le plus à la fin du temps imparti sur la carte jouée.
- Deathmatch en équipe (TDM) — Se traduit par : match à mort en équipe. Deux camps adverses s'affrontent (alliés vs axe). L'équipe gagnante est celle ayant accompli la première un nombre déterminé de frags ou celle en ayant accompli le plus à la fin du temps imparti sur la carte jouée.
- Capture du drapeau (CTF) — Le but est de voler le drapeau ennemi et de le rapporter à sa base, tout en protégeant celui de son équipe. Le point est marqué quand le drapeau ennemi rentre en contact avec le drapeau de son équipe. La première équipe ayant atteint le nombre de points fixé par l'administrateur du serveur ou ayant le plus de points à la fin du temps imparti l'emporte.
- Recherche et destruction (SD) — Une équipe doit protéger des objectifs précis tandis que l'autre doit tout faire pour les détruire. La première équipe ayant atteint le nombre de points fixé par l'administrateur du serveur ou ayant le plus de points à la fin du temps imparti l'emporte.
- Q.G. (HQ) — Le but est de prendre possession du Q.G. neutre et d'accumuler des points en le défendant ou en détruisant celui de l'ennemi. Le Q.G. est représenté par une radio et apparaît aléatoirement à des endroits précis de la carte. Contrairement au premier épisode, les défenseurs du Q.G. ne peuvent réapparaître qu’une fois le Q.G. détruit, ou tous les membres de leur équipe tués. La première équipe ayant atteint le nombre de points fixé par l'administrateur du serveur ou ayant le plus de points à la fin du temps imparti l'emporte.
- Hold the flag - Le but est de capturer le drapeau et de le garder pour une durée fixe de temps.

15 cartes (maps) multijoueur officielles sont disponibles actuellement (à partir du patch 1.2) dans la version PC de Call of Duty 2, dont certaines reprises de Call of Duty.
La dernière mise à jour sortie est la version 1.3.
À noter la disparition de la possibilité de sprinter, des véhicules, de certains modes de jeu, de certaines armes, et du système de grades lancés par l'extension de Call of Duty, La Grande Offensive (United Offensive en anglais). Les cartes étant plus petites, le jeu permet ainsi des contacts plus fréquents entre adversaires et offre donc des combats très intenses.

## Punkbuster
Depuis la version 1.3 (en installant le patch 1.3), Punkbuster a été intégré au jeu. Il permet de contrôler le joueur pour voir s'il joue sans tricher (avec des programmes pour tricher appelés Crack, Hack, etc.). Si c'est le cas, le joueur risque l'expulsion du serveur pour motif de 'Cheat'. Il est ensuite référencé sur Punkbuster comme étant tricheur ('Cheater') et banni des serveurs faisant aussi tourner Punkbuster, voir aussi, si les administrateurs des serveurs publient les preuves récoltées, banni via sa clé CD (son numéro 'GUID' dans la liste Punkbuster).
Mais Punkbuster a aussi ses limites. La plupart des administrateurs de serveurs ne publient pas les preuves de triches en leur possession, ou n'ont pas de preuves directes (juste Punkbuster qui leur signale). Devant cela, le joueur retire son système de triche et peut impunément aller jouer sur d'autres serveurs sans qu'il soit inquiété. Alors a été développé PunksBusted : système de centralisation des bannis via une MBL (Master Ban List), soit une Liste Globale de Bannis. Lorsqu'un joueur est attrapé sur un serveur via Punkbuster, sa 'GUID' se voit automatiquement communiquée dans la MBL. Il se verra donc aussi banni sur les autres serveurs qui font tourner Auto-MBL, lorsque ceux-ci feront leur mise à jour.

## Influences
Il est d'habitude dans ce type de jeu, initié par la série des Medal of Honor, les développeurs se sont autant inspirés de la réalité que du cinéma afin de créer quelque chose de spectaculaire. Call of Duty 2 ne s'inspire pas directement d'un film en particulier et possède des références moins marquées que les précédents jeux de la série. Néanmoins, certains éléments notables sont présents.
Ainsi, l'arrivée et l'assaut sur la pointe du Hoc et d'autres éléments de la campagne normande rappellent Il faut sauver le soldat Ryan (Saving Private Ryan) de Steven Spielberg, sorti en 1998 et Le jour le plus long (The Longest Day) sorti en 1962.
Le personnage que le joueur incarne dans la campagne soviétique se nomme Vassili, en référence au sniper russe Vassili Zaïtsev du film Stalingrad (Enemy at the Gates) de Jean-Jacques Annaud, sorti en 2001.

## Armes du jeu
Armes allemandes
- Luger P08
- Mauser Karabiner 98k
- Gewehr 43
- Maschinenpistole 40
- Sturmgewehr 44
- Maschinengewehr 42
- Panzerschreck
- Canon de 88 mm
- "Stielhandgranate"

Armes américaines
- Colt 1911A1
- M1 Garand
- Carabine M1
- Springfield M1903A4
- M1A1 Thompson
- M3A1 "Grease Gun"
- M1918A2 BAR (Browning Automatic Rifle)
- Browning M1919A4
- Grenade à fragmentation Mk II

Armes britanniques
- Webley Mk.IV
- Lee Enfield n°4
- Sten Mk.II
- BREN
- No. 36 Grenade Mills

Armes russes
- Tokarev TT 33
- Mosin-Nagant M1891/30
- Tokarev SVT40
- PPSh-41
- PPS-43
- Grenade RGD-33

Tous les camps
- Winchester M1897 "Trench Gun" (multijoueur uniquement)
- Grenades fumigènes AN-M8